# Katharina Haferkamp
Katharina Maria Haferkamp (* 12. Februar 2002 in Essen) ist eine deutsche Volleyballspielerin.

## Karriere
Katharina Haferkamp spielte in ihrer Jugend beim VV Humann Essen. Im Sommer 2016 wechselte sie ins Volleyball-Internat nach Münster und spielte mit dem VCO Münster in der Dritten Liga West. 2019 stand die Mittelblockerin im Bundesliga-Kader des USC. Von 2019 bis 2021 spielte Haferkamp beim Zweitligisten VC Olympia Berlin. Anschließend wechselte sie zum Ligakonkurrenten BBSC Berlin.
Haferkamp spielte auch in der deutschen U17-Nationalmannschaft, mit der sie 2018 bei der U17-Europameisterschaft in Sofia Platz sieben erreichte.
Mit dem Pascal-Gymnasium Münster wurde Haferkamp 2018 Zweite bei der Schul-Weltmeisterschaft im tschechischen Brünn.